# Allochernes microti
Espèce
Synonymes
- Allochernes pauperatus Beier, 1965

Allochernes microti est une espèce de pseudoscorpions de la famille des Chernetidae.

## Distribution
Cette espèce se rencontre en Géorgie, en Turquie et en Iran.

## Publication originale
- Beier, 1962 : Über kaukasische Pseudoskorpione. Annalen des Naturhistorischen Museums in Wien, vol. 64, p. 146-153.